# Byron Pérez
Byron Romeo Pérez Solórzano (Ciudad de Guatemala; 18 de marzo de 1959) es un exfutbolista y exentrenador guatemalteco. Jugaba como delantero y se le considera como uno de los mejores futbolistas guatemaltecos de la historia.

## Trayectoria

### Como jugador
Apodado "El Duende" debido a su baja estatura (mide 1,64 m), era un delantero talentoso que jugaba principalmente en la banda izquierda.
Comenzó con su carrera profesional a los 17 años tras ser reclutado por CSD Comunicaciones y debutó de la mano del técnico Rubén Amorín en la Copa Fraternidad Centroamericana 1977 contra el Saprissa de Costa Rica, al que le anotó 2 goles. Ayudó a ganar el título de la Copa de Campeones de la Concacaf 1978 cuando anotó un gol contra el CD Once Municipal en la victoria por 3-1 en el partido de ida de la primera ronda del torneo.
Estuvo en Once Lobos de la Primera División de El Salvador en dos etapas, la primera en 1982-1983 y la última en 1986-1987, junto a su compatriota Peter Sandoval, pero se marcharon tras descender a Segunda División.
Sus servicios fueron requeridos por el entonces club de la máxima categoría mexicana Leones Negros de la U. de G., donde jugó durante la temporada 1988-89. Su equipo llegó a la final del torneo de Copa Nacional 1988-89, donde marcó un gol contra Toluca en el partido de vuelta.
Defendió las camisetas de otros equipos como Municipal, Aurora, Galcasa, Suchitepéquez, Escuintla, Antigua y Jalapa. Su retiro fue el 22 de febrero de 1998 y lo hizo con Comunicaciones, el equipo que le dio la oportunidad de debutar.

### Como entrenador
Tras su retiro, se convirtió en entrenador y llegó a dirigir a diferentes equipos de la Primera División y Categoría Mayor de la Liga Nacional.
Entre ellos podemos mencionar a Heredia, Juventud Retalteca, San Pedro, Sacachispas y Xinabajul, al que ascendió a la máxima categoría en el 2008.

## Selección nacional
En 1979, integró la selección sub-23 que ganó el II Torneo Juvenil de la Unión Centroamericana. Como miembro de la selección absoluta, participó en los Juegos Panamericanos de 1983, ganando la medalla de bronce, y luego jugó durante los procesos de clasificación para la Copa Mundial de 1986, 1990 y 1994, anotando tres goles en nueve partidos.
Un momento difícil llegó durante la clasificación para el Mundial 1986, cuando contra Canadá con el marcador 2-1 a favor de los canadienses, falló un tiro penal, lo que habría igualado el marcador y dado a su equipo una buena oportunidad de avanzar a la siguiente ronda. Fue miembro del equipo que compitió en el Torneo Olímpico de 1988 en Seúl, Corea, donde jugó los tres partidos.

### Participaciones en Juegos Olímpicos
| Torneo                   | Sede | Resultado     |
| ------------------------ | ---- | ------------- |
| Juegos Olímpicos de 1988 | Seúl | Primera ronda |

## Clubes

### Como jugador
| Club                       | País        | Año       |
| -------------------------- | ----------- | --------- |
| Comunicaciones             | Guatemala   | 1977-1982 |
| Once Lobos                 | El Salvador | 1982-1983 |
| Comunicaciones             | Guatemala   | 1983-1986 |
| Once Lobos                 | El Salvador | 1986-1987 |
| Municipal                  | Guatemala   | 1988      |
| Universidad de Guadalajara | México      | 1988-1989 |
| Aurora                     | Guatemala   | 1989-1990 |
| Suchitepéquez              | Guatemala   | 1990-1993 |
| Galcasa                    | Guatemala   | 1993-1994 |
| Escuintla                  | Guatemala   | 1994-1995 |
| Antigua                    | Guatemala   | 1995      |
| Jalapa                     | Guatemala   | 1996      |
| Comunicaciones             | Guatemala   | 1996-1998 |

### Como entrenador
| Club                   | País      | Año  |
| ---------------------- | --------- | ---- |
| Deportivo Xinabajul    | Guatemala | 2007 |
| CD Heredia             | Guatemala | 2008 |
| CSD Juventud Retalteca | Guatemala | 2008 |
| Deportivo San Pedro    | Guatemala | 2010 |
| CSD Sacachispas        | Guatemala | 2011 |

## Palmarés

### Como jugador

#### Títulos nacionales
| Título                    | Equipo         | País      | Año     |
| ------------------------- | -------------- | --------- | ------- |
| Liga Nacional             | Comunicaciones | Guatemala | 1977-78 |
| Liga Nacional             | Comunicaciones | Guatemala | 1979-80 |
| Liga Nacional             | Comunicaciones | Guatemala | 1981    |
| Liga Nacional             | Comunicaciones | Guatemala | 1982    |
| Copa Nacional             | Comunicaciones | Guatemala | 1983    |
| Copa Campeón de Campeones | Comunicaciones | Guatemala | 1983    |
| Liga Nacional             | Comunicaciones | Guatemala | 1985    |
| Copa Nacional             | Comunicaciones | Guatemala | 1986    |
| Liga Nacional             | Municipal      | Guatemala | 1988-89 |
| Copa Campeón de Campeones | Suchitepéquez  | Guatemala | 1992    |
| Copa Nacional             | Suchitepéquez  | Guatemala | 1993-94 |
| Liga Nacional             | Comunicaciones | Guatemala | 1996-97 |
| Copa Campeón de Campeones | Comunicaciones | Guatemala | 1997    |
| Liga Nacional             | Comunicaciones | Guatemala | 1997-98 |

#### Títulos internacionales
| Título                           | Equipo         | País      | Año  |
| -------------------------------- | -------------- | --------- | ---- |
| Copa de Campeones de la Concacaf | Comunicaciones | Guatemala | 1978 |
| Copa Fraternidad Centroamericana | Comunicaciones | Guatemala | 1983 |

### Como entrenador

#### Títulos nacionales
| Título           | Equipo              | País      | Año  |
| ---------------- | ------------------- | --------- | ---- |
| Primera División | Deportivo Xinabajul | Guatemala | 2007 |